# Light of Truth Award

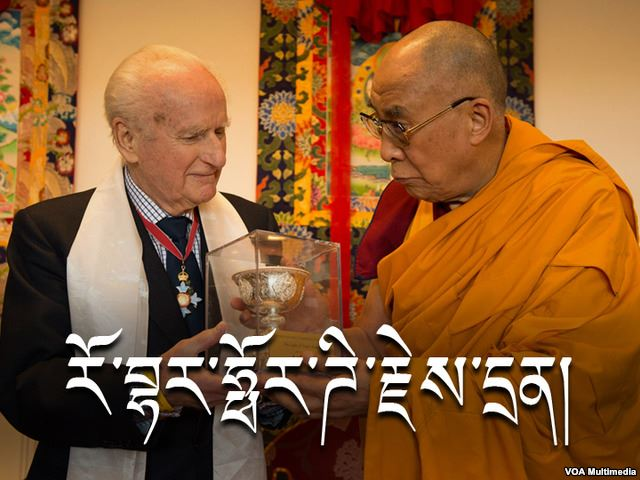
De dalai lama reikt de Light of Truth Award uit aan Robert Webster Ford in 2013.

De Light of Truth Award is een mensenrechtenprijs die vrijwel jaarlijks wordt toegekend door de International Campaign for Tibet (ICT), een ngo met als doel de democratie en de rechten van de mens voor het Tibetaanse volk te bevorderen. De prijs werd sinds 1995 uitgereikt uit handen van de veertiende dalai lama Tenzin Gyatso.
De prijs bestaat uit een eenvoudige Tibetaanse boterkaars die als symbool dient van buitengewoon licht die elke prijsdrager naar Tibet heeft gebracht. Het ICT werd zelf in 2005 onderscheiden met de Geuzenpenning.
De prijs wordt uitgereikt aan personen en organisaties die een wezenlijke bijdragen hebben geleverd aan de openlijke verbetering van en de strijd voor de rechten van de mens en democratische vrijheden van het Tibetaanse volk. Eenmaal, in 2001, werd de prijs uitgereikt aan het volk van India; de prijs werd in ontvangst genomen door president Ramaswamy Venkataraman.

## Prijsdragers
- 1995: Abe Rosenthal
- 1996: Richard Gere, Lavinia Currier en Michael Currier
- 1997: Charlie Rose en Claiborne Pell
- 1998: Martin Scorsese en Melissa Mathison
- 1999: Hugh Richardson en Danielle Mitterrand
- 2000: Richard C. Blum
- 2001: Het volk van India, in ontvangst genomen door Ramaswamy Venkataraman
- 2002: Heinrich Harrer en Petra Kelly
- 2003: Benjamin A. Gilman, Michele Bohana en Robert Thurman
- 2004: Otto Graf Lambsdorff, Irmtraut Wäger en Václav Havel
- 2005: Elie Wiesel, Carl Gershman en Lowell Thomas jr.
- 2006: Hergé Foundation en Desmond Tutu
- 2009: Julia Taft en Wang Lixiong
- 2011: George Patterson
- 2013: Robert Webster Ford, Internationale Commissie van Juristen, Sigrid Joss-Arnd, Christian Schwarz-Schilling, Theo van Boven[1]